# Kondaala
Kondaala is een attractie in het Belgische attractiepark Walibi Belgium te Waver. De attractie is gemaakt door Zamperla en is van het type Barnstormer.

## Geschiedenis
De attractie opende in 2001 in het park Six Flags Belgium onder de naam Yosimite Sam’s Flight School en stond het Bugs Bunny Land. Nadat Six Flags zich terugtrok uit Europa en haar Europese Six Flags parken verkocht aan Palamon Capital Partners in 2004 moest er een nieuw thema komen omdat hiermee ook de Looney Tunes rechten verliepen.
De attractie opende in 2005 als Joe’s Stuntvlieger. Deze naam behield het tot 2010. Vanaf 2011 werd de attractie opnieuw van naam veranderd en opende onder de naam Squad’s Stunt Flight.
In 2021 verhuisde de attractie van het themagebied Fun World naar het nieuwe themagebied Exotic World waaraan sinds 2018 werd gewerkt en kreeg de attractie de huidige naam Kondaala.

## Omschrijving attractie

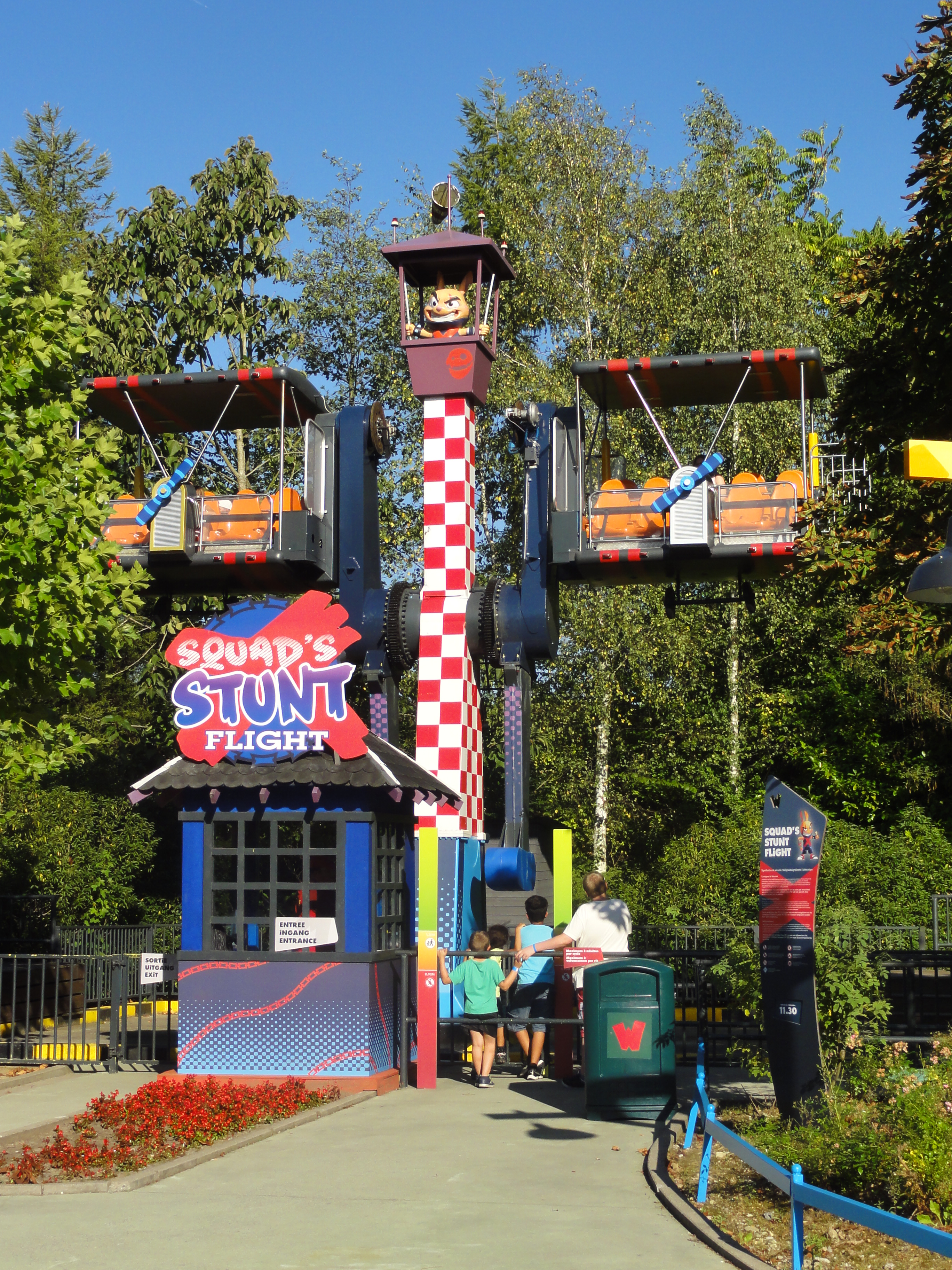
Squad's Stunt Flight in Walibi Belgium.

De Zamperla Barnstormer is een familieattractie en heeft een capaciteit van 20 personen per rit en een capaciteit van 500 personen per uur. De hoogte van de attractie is ongeveer 8 meter.
De attractie bestaat uit 2 cabines die beiden maximaal 10 passagiers kunnen meenemen. Deze cabines zitten vast aan twee armen die halverwege een hoge paal bevestigd zijn in verticale richting.
De armen draaien in tegenovergestelde richting en draaien rondjes om hun zodat de cabines door de lucht bewegen. Door de langzame snelheid van het draaien van de armen gaat de attractie niet over de kop en hangen ze de gehele rit horizontaal.
Afbeeldingen · Geschiedenis van Walibi Belgium